# Enicospilus zeus
Enicospilus zeus là một loài tò vò trong họ Ichneumonidae.